# 핵의학
핵의학(核醫學)은 방사성 핵종을 함유하는 의약품, 즉 방사성 의약품을 사용하여 인체의 생리적 및 병리적 상태를 진단하거나 치료하는 의학의 한 분야이다. 핵의학은 진단분야(diagnostics)와 치료분야(therapeutics)로 나눌 수가 있고 진단분야는 다시 핵의학영상진단법(diagnostic nuclear medicine imaging), 방사면역측정법(radioimmunoassay), 생물학적 검사법(biological test)으로 구분된다. 핵의학검사를 위해 사용하는 기기로는 양전자방출단층촬영기(positron emission tomography, PET), 단일광자방출단층촬영기(single photon emission computed tomography, SPECT), 감마카메라(gamma camera), 감마카운터(gamma counter), 베타카운터(beta counter) 등이 있다. 2008년 대한핵의학회 통계에 의하면 핵의학영상검사 중 SPECT와 감마카메라를 이용한 검사가 75%, PET를 이용한 검사가 25%였다.

## 같이 보기
- 인체 실험